# Joseph J. Fuller
Pour les articles homonymes, voir Fuller.
Le capitaine Joseph J. Fuller (Joseph Johnson Fuller), né le 13 octobre 1840 (ou en 1839) à Danvers (Massachusetts) et mort en 1920, est un navigateur américain.
Il était un capitaine de navire américain connu pour ses voyages à la chasse à la baleine et aux phoques dans l'océan Indien au cours de la seconde moitié du XIXe siècle. Il est particulièrement connu pour ses expéditions aux îles Kerguelen et Heard, des territoires français subantarctiques, où il chassait les éléphants de mer pour leur huile.

## Biographie
Joseph J. Fuller, né le 13 octobre 1840 à Danvers, est le fils de Joseph J. et de Mary Ann (Glass) Fuller.

### Jeunesse et carrière maritime
Joseph J. Fuller a commencé sa carrière en mer à un jeune âge. Il a d'abord navigué sur des navires marchands avant de se tourner vers la chasse à la baleine et aux phoques. En 1863, il est devenu capitaine de son propre navire, le Active, et a commencé à naviguer dans les eaux australes et subantarctiques.

### Expéditions aux îles Kerguelen et Heard
Au cours des années 1870 et 1880, Fuller a effectué plusieurs expéditions aux îles Kerguelen et Heard, des territoires français subantarctiques situés dans l'océan Indien. Ces îles étaient alors des terres vierges, riches en faune sauvage, notamment en éléphants de mer. Fuller et ses équipages ont chassé les éléphants de mer pour leur huile, qui était utilisée comme combustible et lubrifiant.

### Naufrage et survie
En 1880, le navire de Fuller, le Active, a fait naufrage sur l'île Longue, l'une des îles Kerguelen. Fuller et son équipage ont réussi à survivre pendant un an sur l'île en chassant les manchots et les phoques et en récoltant des plantes comestibles. Ils ont finalement été secourus par un navire français.

## Héritage
Joseph J. Fuller est considéré comme l'un des plus importants capitaines de baleine et de chasse aux phoques de son époque. Ses expéditions aux îles Kerguelen et Heard ont contribué à l'exploration et à la cartographie de ces territoires subantarctiques. Il est également connu pour ses récits de voyage, qui ont été publiés dans des journaux et des magazines.

## Publication
Ses mémoires, qui relatent trente-cinq ans de navigation dans les mers australes, ont été publiés sous le titre : Le Maître de la Désolation : 35 ans aux îles Kerguelen (1860-1895), Ginkgo Editeur, 2009, 414 p. (ISBN 9782846790680, lire en ligne)